# ルドルフ・ジュリアーニ
ルドルフ・ウィリアム・ルイス・ジュリアーニ3世（英語：Rudolph William Louis "Rudy" Giuliani III、1944年5月28日 - ）は、アメリカ合衆国の政治家、ニューヨーク州弁護士。
1994年1月1日から2001年12月31日まで第107代ニューヨーク市長を務め、凶悪犯罪の撲滅及び市の治安改善に大きな成果を挙げた。アメリカ同時多発テロ事件発生時にはジョージ・W・ブッシュ大統領と共にテロリズムとの闘いを宣言し、「世界の市長」と称賛された。通称はルディ、ルーディがある。2018年にドナルド・トランプ大統領の顧問弁護士になった。2020年のアメリカ合衆国大統領選挙に際し、根拠なき選挙不正を拡散したことで、ニューヨーク州をはじめとする複数州で弁護士資格を停止された。

## 経歴

### 生い立ち
1944年5月28日にニューヨーク州ニューヨークブルックリンに生まれる。両親はニューヨークに多いイタリア系移民の2世で、カトリック教徒だった。ジュリアーニ一族の中には警察官や消防士もいた。
ルドルフはマンハッタン・カレッジを準最優等で卒業し、次いで1968年にニューヨーク大学・ロー・スクールを準最優等で修了した。

### 検察官
ロー・スクール修了後はニューヨーク州南部地区連邦地裁で書記を務め、1970年に連邦検察官に任官する。その後は司法副次官・司法次官の首席補佐官などを歴任した。当時は民主党員として活動し、1972年アメリカ合衆国大統領選挙では民主党候補ジョージ・マクガヴァンを支持した。しかし、1975年に共和党のジェラルド・R・フォード政権から司法次官補に抜擢され、民主党を離党する。1976年アメリカ合衆国大統領選挙でフォードが敗退した際はジュリアーニも司法省を退官し、弁護士生活に戻った。
1981年1月20日に共和党のロナルド・レーガン政権が発足すると、司法省のナンバー3に当たる司法次官に任命される。1983年にはニューヨーク南部管轄の連邦検事としてマフィア掃討作戦の陣頭指揮を取り、組織犯罪・薬物事件・経済事件などの対応・対策に取り組んだ。
検事時代には仕手筋のアイヴァン・ボウスキーと、「ジャンクボンドの王」と呼ばれた投資銀行家マイケル・ミルケンというウォール・ストリートの大物2人をインサイダー取引で告発し、その名を広く知られるようになる。他にもマーク・リッチなどの大物投資家をインサイダー取引で起訴した。暗黒街にもメスを入れ、ロナルド・レーガン政権が展開した撲滅作戦ではジュリアーニが検事として陣頭に立ち、当時「ニューヨークのファイブ・ファミリー」と呼ばれたマフィアの一掃作戦を始めた。そしてガンビーノ一家のボスであったポール・カステラーノなどファミリーのボスたちを次々と起訴し、有罪に持ち込んだ。
ジュリアーニは事件の度にメディアに登場し、知名度が上昇した。1989年には共和党からニューヨーク市長選挙に立候補したが、この時には民主党候補のデイヴィッド・ディンキンズに僅差で敗れた。

### ニューヨーク市長

#### 治安改善
1993年に再び市長選挙に立候補し、前回敗れた現職のディンキンズを破って当選を果たす。
治安の回復を目標に掲げ、ニューヨーク市警察のトップにウィリアム・ブラットンを据えて「割れ窓理論」を用いて犯罪率の減少に取り組んだ。RICO法に基づき、マフィアのトップを重点的に取り締まった。検事時代と同じように、まずイタリアン・マフィアをターゲットにしてトップらを逮捕した。その後、その代わりに台頭する中国・ベトナム・カンボジア・イランなどのマフィア対策を各国別に練り、頂上作戦を展開して大きな成果を上げた。警官を大幅に増やし、マフィアの温床となるセックスビジネスの撲滅作戦に乗り出すなど様々な手を打ち、ニューヨークの安全化に務めた。汚職警官を次々と告発・追放するなど、一時はマフィアより汚いとされていた警官の規律を正した。各辻には警官が立つようになり、ハーレムの名物や出店も一掃される。風紀を正すため所々で火を噴いていたタクシーは新型車両に交換した。
実際に犯罪率を半減させて全国水準より低く抑えることに成功したことから、その目標は一般には達成されたと評価されている。これによりニューヨーク市は全米でも最も安全な大都市となったとされ、ニューヨーク市を浄化した市長として名声を博した。なおギネスブックにおいても「最も多く犯罪率を削減させた市長」としてノミネートされている。
一方で検挙率の向上が市警察においては重要な課題となり、特にマイノリティ層を中心として市民的権利が警察により時に侵害されたとの批判もある。有名なケースとしては、白人警察官らが武器を携帯していなかったアフリカ系移民のアマドゥ・ディアロを指名手配犯と誤認して41発もの弾丸を撃ち込み射殺した事件で、市警察の暴力や人種差別に対して聖職者や芸能界などの著名人も参加する大規模な抗議デモに発展した。その強権的な手法に批判的な市民や人権団体などから、名前のルドルフとかけて「ジュリアーニはアドルフ・ヒトラーだ」、イタリア系アメリカ人のジュリアーニの苗字をファシズム理論を構築した独裁者ベニート・ムッソリーニに絡めて「マンハッタンのムッソリーニ」などの声が上がった。

#### 再開発
ジュリアーニがニューヨーク市の治安回復と共に力を入れたのは中心部の再開発であった。タイムズスクエアは長い間危険な場所と認識されていたが、犯罪が減少するにつれてその利便性が見直された。同地の再開発は積極的に推進され、観光客・家族などを中心とする一般消費者が深夜まで安全に訪れることのできるエリアとなった。ディズニー・MTVスタジオ・ABCスタジオなどが同地に移転し、この試みは一応の成功を収めている。またジュリアーニは自身でもラジオ番組を持ち、広報活動のために出演した。安全化によって観光客は増加し、税収がアップしたことでアメリカ経済にも好影響を与えた。1997年にニューヨークを訪れた人々が使った金額は137億ドルに上り、ここから7億1000万ドルの税収がニューヨークにもたらされている。
一方でマンハッタンに新しい野球場を建設する計画は頓挫した。

#### 2000年上院議員選挙
1999年4月に市長としての高い支持率を背景に、翌年の上院議員選挙にニューヨーク州から出馬することを正式に表明する。民主党はヒラリー・クリントンを投入し、名物市長とファーストレディという異例の顔合わせのもと、1年に渡り激しい舌戦が繰り広げられる。ところが、全米の注目を集める最中にジュリアーニの不倫が発覚。翌年5月、妻との離婚を発表し、程無くして前立腺がんを理由に選挙戦から撤退した。

#### 同時多発テロ事件
ニューヨーク市政においては犯罪対策などで成果を上げていたジュリアーニだが、新野球場建設計画の中止や上記の不倫スキャンダル及び自身の健康問題による国政進出の失敗もあって、2001年までは必ずしも全米で高い人気を博していた訳では無かった。しかし2001年9月11日のアメリカ同時多発テロ事件は、ジュリアーニを巡る環境を一変させる。
同事件でニューヨーク市のワールド・トレード・センターがハイジャックされた2機の旅客機から突入されると、さらなるテロの防止に奔走し、高い危機管理能力を発揮した。この際、ジョージ・W・ブッシュが大統領であることを神に感謝すると述べた。またアメリカの市長としては初めて国際連合で演説し、各国にテロ対策を呼びかけるなど、全米のみならず世界からの賞賛を集めた。タイム誌によって2001年の「パーソン・オブ・ザ・イヤー」に選出され、2002年2月13日にイギリス女王エリザベス2世からナイトの称号を授けられた。同年にはロナルド・レーガン自由賞も受賞している。

### 市長退任後
市長退任後にジュリアーニはコンサルティング会社ジュリアーニ・パートナーズを設立し、同社のCEOを務める。
2004年アメリカ合衆国大統領選挙では現職のジョージ・W・ブッシュ大統領の再選を強力に支持して共和党大会での演説は好評を博し、加えて活発にジョージ・W・ブッシュへの支持を呼びかける遊説を行うなど、ジョージ・W・ブッシュ陣営のキャンペーンに多大の貢献をもたらした。このような動きの中でジュリアーニは全米における認知度を高め、一躍次期大統領の有力候補となっていく。
2006年、かねてより主力商品であるオピオイド系鎮痛剤の一種オキシコドン(製品名オキシコンチン)をアメリカ食品医薬品局の担当技官を買収するなどして乱売とも形容できるペースで急速に売り上げを伸ばしていた製薬会社パーデュー製薬によりオピオイド危機といわれる事態が発生しており、ジュリアーニは同社の顧問弁護士という立場にあった。連邦検事は立件を目指していたがジュリアーニにより6億ドル余りの和解金をもって裁判は回避され、訴訟による実態解明は絶望的となった。しかしその後もオピオイド危機は長引き、2017年、米国大統領の立場にあったドナルド・トランプはプリンスのフェンタニルの過剰摂取による死亡や、タイガー・ウッズのバイコディン摂取状態での自動車運転による逮捕やオピオイド乱用者数がコカインなどの違法薬物乱用者数を上回った等の事態を憂慮し公衆衛生上の非常事態宣言を行い、これを人類の悲劇であり国家の恥であるとして法整備を行った。ジュリアーニによる和解金の手続きはオピオイド危機を長引かせた一因であると考えられている。

### 2008年アメリカ合衆国大統領選挙

#### 予備選・党員集会
2007年2月5日に2008年アメリカ合衆国大統領選挙に立候補する意思を示す文書を連邦選挙委員会に提出する。その後、フォックス放送のインタビューで「勝つために参戦する」と出馬を表明した。
内政問題においては党内穏健派とされており、宗教右派など保守的色彩が強い層からは強い批判を浴びることもしばしばで、党内の指名獲得争いにおいて苦慮する場面も少なからず見受けられた。しかし、2007年11月にキリスト教右派の代表的人物パット・ロバートソンがジュリアーニへの支持を表明し、全米を驚かせる。その後も徐々に保守層への浸透を続けて、党内での指名獲得競争を優位に進めていった。
ジュリアーニの指名獲得に向けた運動は独特だった。通常は多くの候補が重要視するアイオワ州・ニューハンプシャー州といった序盤州や、最初の南部決戦となるサウスカロライナ州での勝利を捨て、1月26日に予備選挙が実施されるフロリダ州や、2月5日の「スーパーチューズデー」（20の州で予備選挙・党員集会が行われる）の大票田に力を集中するという有力候補としては異例の選挙戦略をとり、注目を浴びた。
全米でも民主党の有力候補を凌ぐ支持率を獲得してきた唯一の共和党候補であり、国民的知名度や中道層の支持を見込めることから、選挙戦当初からジュリアーニを「本命」とする見方も少なくなかった。しかし2007年12月に入り、序盤州での選挙戦や報道合戦が本格化してくると、それらの州での露出が減り、かえってジュリアーニの不在が話題になるほどであった。さらに12月後半には突然入院するなど健康不安も再燃し、支持率は漸減する。2008年1月に入り予備選・党員集会が本格化する中、緒戦のアイオワ州から2月19日のネバダ州党員集会・サウスカロライナ州予備選に至るまで、多くの州で下位に沈んだ。戦略ミスを指摘する声も少なくない中で陣営は「計算通り」と強気の姿勢を崩さず、これらの州での選挙戦が過熱する中、多くの時間をフロリダ州での選挙運動に費やした。しかし2月29日の同州予備選では3位に終わり、選挙戦からの撤退とジョン・マケインへの支持を表明した。

#### 政治的立場
内政では人工妊娠中絶問題でプロチョイス（女性の権利を擁護する）の立場をとり、同性婚には反対するものの同性愛者の権利を容認する姿勢をとった。かつては全米ライフル協会を過激派と批判するなど、共和党の候補者の中では唯一銃規制を主張していたが、2007年9月11日にワシントンで開かれたNRAの集会に出席し、銃規制緩和派に衣替えした。経済については明確に「小さな政府」路線を取るが、総じて内政においては共和党穏健派（ロックフェラー・リパブリカン）に位置付けられ、リベラル派で有名なニューヨーク自由党から支持を受けている。1980年代以降保守化が進む共和党にあって、指名候補となれば大きなインパクトをもたらすとされていた。
他方で外交においてはタカ派として知られる。大統領選挙に向けた外交顧問団には親イスラエル派のチャールズ・ヒルを筆頭に「ネオコンの父」と呼ばれるノーマン・ポドレツ、マイケル・ルービン、ダニエル・パイプスといった著名なタカ派論客が名を連ね、イラク戦争を支持し、イランの核問題についても軍事力行使も言及するなどジュリアーニ自身もタカ派である。イスラエルからも党内きっての親イスラエル派と評価されており、アフガニスタン侵攻後の2001年12月にはニューヨーク州のジョージ・パタキ州知事、後継のニューヨーク市長に選出されていたマイケル・ブルームバーグと共にイスラエルを訪問した。そしてイスラエルのアリエル・シャロン首相と会談し、中東和平の実現のためにはイスラエルの生存権が最大限保障されなければならないとの立場を示した他、テロとの闘いにおけるアメリカとイスラエルの共闘を呼びかけた。

### ドナルド・トランプとの関係

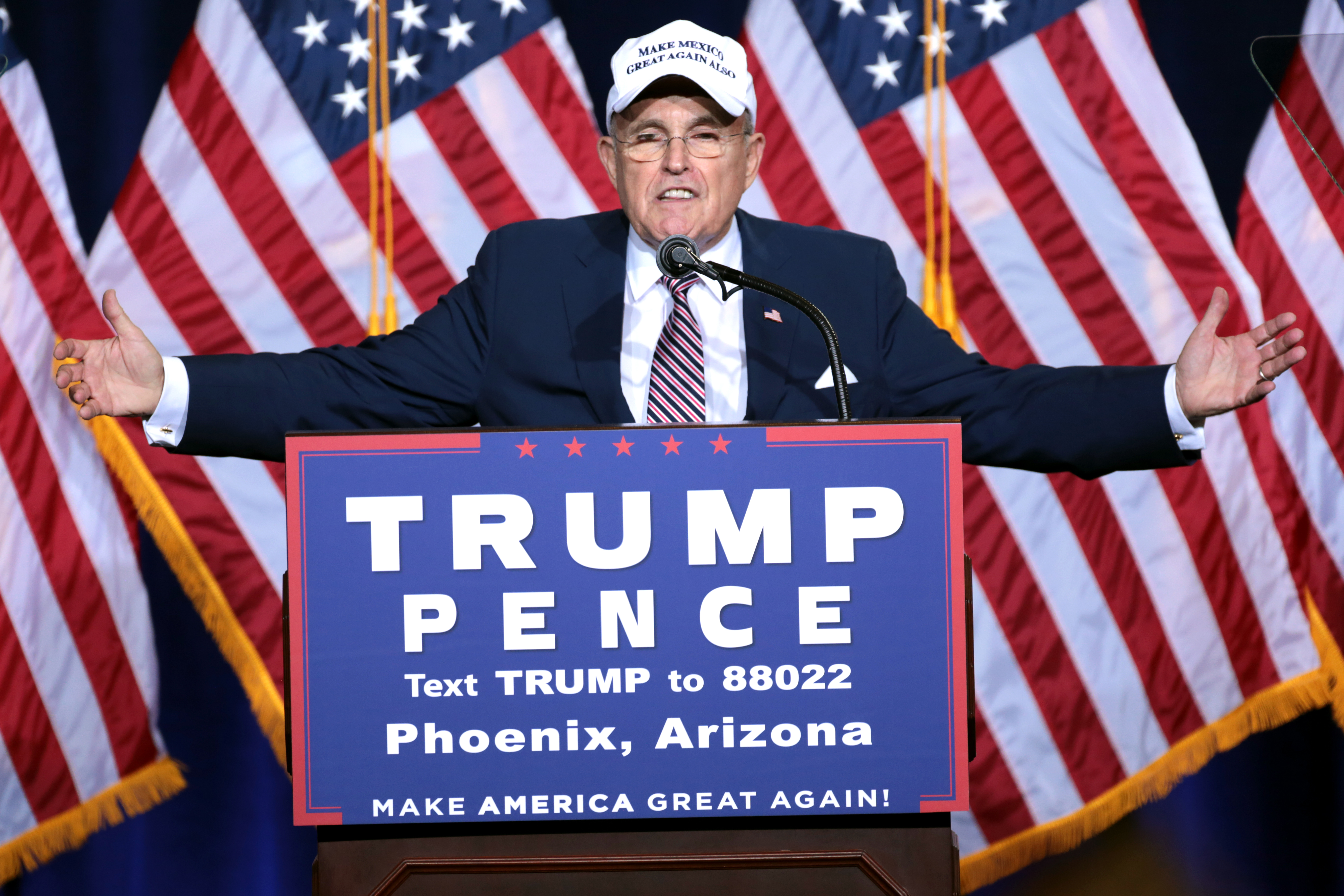
2016年の大統領選挙でトランプ候補の応援演説を行うジュリアーニ（2016年8月31日）

2016年のアメリカ合衆国大統領選挙においてジュリアーニはドナルド・トランプを支援。同年7月に開かれた共和党全国大会では大会初日、一番重要な時間帯の演説をした。
2018年4月、ドナルド・トランプの顧問弁護士チームに加入。
2019年8月、トランプが、野党民主党の次期大統領選候補のジョー・バイデンについて不利な証拠を見つけるため捜査するよう、ウクライナ大統領に圧力をかけていたことが発覚（ウクライナ疑惑）。この内部告発書で、告発者は、ジュリアーニはバイデン親子の捜査をウクライナに働きかけた中心人物だと指摘し、CNNのインタビューで本人も認めた。年末には、米情報機関がホワイトハウスに対し、ロシアの諜報員がジュリアーニをバイデンに関するデマを流すルートとして利用していると警告した。トランプはそれを聞き流したという。
2020年のアメリカ合衆国大統領選挙でトランプは民主党候補のジョー・バイデンに敗れる。11月7日夜にバイデンは勝利宣言を行ったが、トランプは敗北宣言を拒否。「不正選挙」があったと主張した。ジュリアーニも11月8日にFOXニュースのインタビューに対し、裁判等で徹底抗戦すると述べた。
同年12月6日、トランプはTwiiterに「ルディ・ジュリアーニが中国ウイルスで陽性になった。ルディ、早く良くなりますように。我々は引き続きがんばる!!!（@RudyGiuliani has tested positive for the China Virus. Get better soon Rudy, we will carry on!!!）」と投稿し、ジュリアーニが新型コロナウイルス検査で陽性と判定されたと明らかにした。ジョージタウン大学メディカルセンターに入院し、その4日後に退院した。
2021年1月6日の朝、トランプの支持者たちはホワイトハウス近くのエリプス広場にてトランプやジュリアーニ出席のもと「アメリカを救う会（Save America rally）」という集会を開いた。この集会でジュリアーニは「決闘裁判をするのだ」と声を上げて求めた。同日、連邦議会議事堂は暴徒によって占拠され、5人の死者を出した。
同年1月11日、ニューヨーク州弁護士会は、ジュリアーニによる抗議活動への関与を巡り、ジュリアーニの除名に向けた調査を開始したと発表した。1月13日、トランプに対する弾劾の決議案が下院で可決。トランプは2度目の弾劾訴追の決議に怒り、ジュリアーニへの弁護士費用の支払いを止めるよう周囲に命じた。
同年1月25日、米大統領選に絡む嘘を広めたとして、投票集計機メーカーのドミニオン・ヴォーティング・システムズはジュリアーニを相手に13億ドルの損害賠償を求める訴えを起こした。
2021年4月28日、ニューヨークの連邦検察は、ウクライナ疑惑の捜査でジュリアーニの自宅と事務所を家宅捜索した。

#### 弁護士資格停止措置
2021年6月24日、ニューヨーク州最高裁判所控訴部は、大統領選で不正投票があったなどと誤った情報を主張する行為を「公益への脅威」と認定し、弁護士資格を仮に停止した。これは一時的な措置であり、最終判断は今後の正式な懲戒審問を経て下される。同年7月7日には首都ワシントンD.C.においても弁護士資格の一時停止が決定した。
2023年8月14日、2020年の大統領選挙で「犯罪集団」を結成しジョージア州での敗北を覆そうとしたとして、州法違反の罪でトランプやマーク・メドウズ元大統領首席補佐官らと共に州大陪審から起訴された。8月23日にはジョージア州アトランタの拘置所に出頭し、マグショットを撮影されたのち、保釈金として15万ドル（約2170万円）を支払い釈放されている。
2023年12月15日、2020年大統領選をめぐるジュリアーニの発言で名誉を傷つけられたとしてジョージア州の選挙管理職員2人が損害賠償を求めた訴訟で、ワシントンの連邦地裁の陪審は、ジュリアーニに約1億4800万ドルの支払いを命じる決定を下した。12月21日、ジュリアーニはニューヨーク州連邦裁判所に連邦倒産法第11章に基づく破産申請を行った。2024年7月12日、裁判所は資産の情報開示を怠ったとして破産申請を棄却した。
2024年4月23日、アリゾナ州でのトランプの敗北を不当に覆そうとしたとして、州大陪審からメドウズらとともに詐欺や文書偽造などの罪で起訴された。
同年7月2日、ニューヨーク州高等裁判所は「この国の選挙プロセスの完全性を根拠なく攻撃し、損害を与えた」と指摘し、ジュリアーニの弁護士資格を剥奪した。ジュリアーニは「政治的、思想的に腐敗している」として控訴する方針。

## 人物
- 野球ファンであり、熱狂的なニューヨーク・ヤンキースファンである。
- 2度の離婚歴がある。
- 信仰する宗教はローマ・カトリックである。